# Simple Aurora Monitor

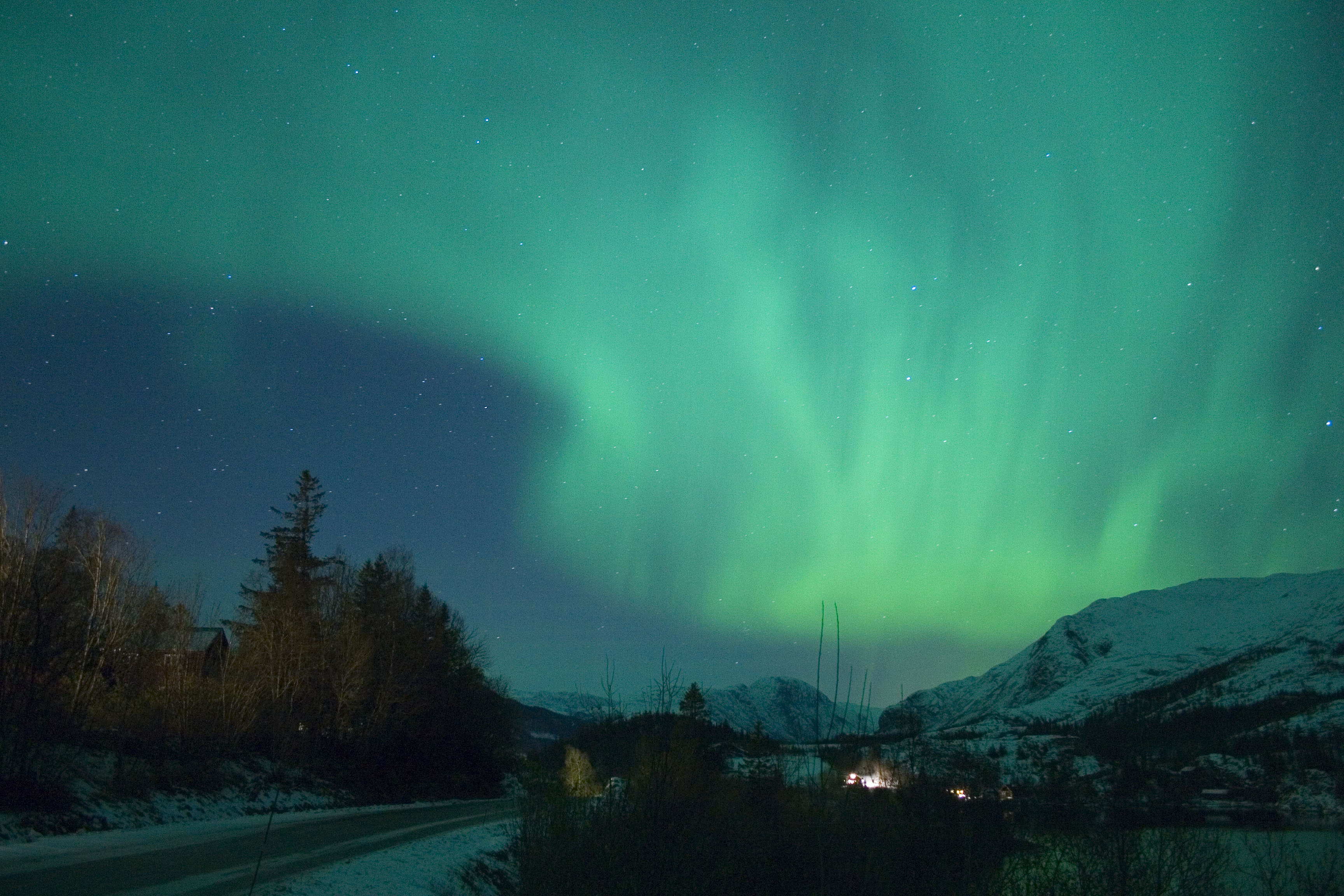
Polarlicht über Norwegen

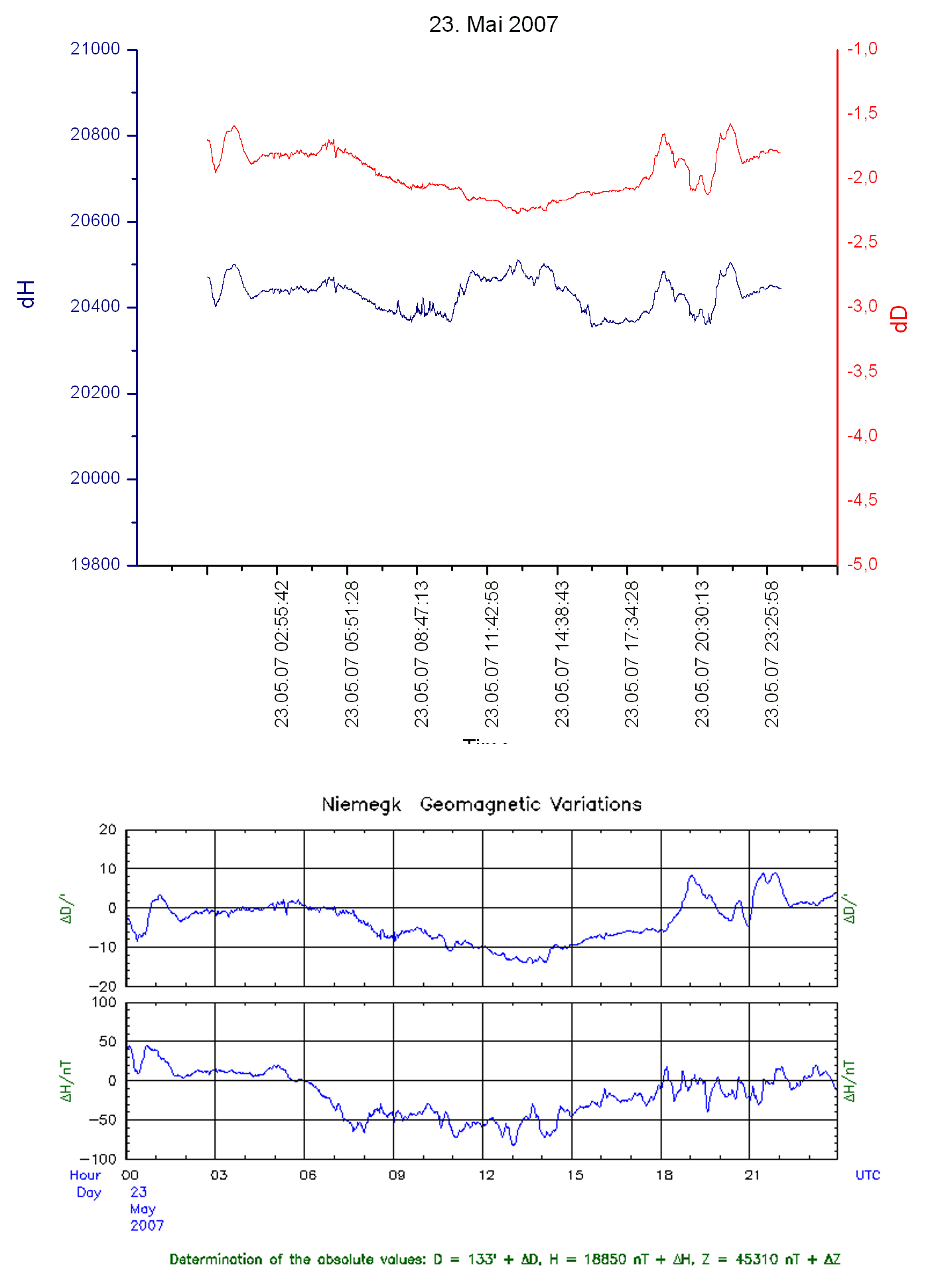
Vergleich einer Messung von SAM mit Intermagnet

Das Projekt Simple Aurora Monitor (SAM) ist ein amateurwissenschaftliches Projekt zur Vorhersage von Polarlichtern. Amateurastronomen und Hobbyfotografen interessieren sich für die Wahrscheinlichkeit einer Polarlichtsichtung zur visuellen Beobachtung, Funkamateure interessieren sich für die Möglichkeit von Auroraverbindungen.
SAM wurde 2002 von den Funkamateuren Karsten Hansky (DL3HRT) und Dirk Langenbach (DG3DA) initiiert. Sie entwickelten Bauplan und Software für ein einfach zu bauendes Magnetometer und stellten sie jedem interessierten Hobbybastler zum Nachbau zur Verfügung.
Dieses ebenfalls SAM genannte Messgerät protokolliert kontinuierlich Intensitätsschwankungen des Erdmagnetfeldes an einem festen Ort. Da Polarlichter vermehrt während eines magnetischen Sturms auftreten, kann anhand der Veränderungen des Erdmagnetfelds auf die Intensität der Leuchterscheinungen geschlossen werden.

## SAM-Messnetz
Durch die Zusammenführung der Messergebnisse vieler baugleicher SAM-Installationen ist mittlerweile ein europaweites Messnetz entstanden. Zurzeit sind ca. 60 SAMs in Betrieb. Die meisten davon werden durch Privatpersonen betrieben, einige auch durch astronomische Vereine oder Institute.

## Technische Daten des SAM-Geräts
Das Messgerät besteht aus einem Messkopf und einer Auswerteelektronik. Die Elektronik kann bis zu zwei Speake-FGM3-Sensoren verwalten. Die Grundlage der Auswerteelektronik ist ein PIC-16F877-20 Mikrocontroller.
Das Magnetometer besitzt folgende Eckdaten:
- Messung von bis zu zwei Magnetfeldkomponenten
- Messbereich: ca. ±20000 nT
- Auflösung: 1-2 nT
- Ausgabe der Messwerte auf beleuchtetes LCD (4×20Zeichen)
- Ausgabe der Messwerte auf RS-232-Schnittstelle

Da die Magnetfeldsensoren auch auf Temperaturschwankungen reagieren, werden sie bei vielen fest installierten Messstationen vergraben oder in geeigneten Kellerräumen installiert.
Um die Daten auch aktuell im Internet anzeigen zu können, kann über die RS-232-Schnittstelle ein PC angeschlossen werden.
Bei absoluter Messung der Nord/Süd-Komponente (Bx) und Ost/West-Komponente (By), können die Horizontalkomponenten H und die Deklination D bestimmt werden:
{\displaystyle H={\sqrt {B_{x}^{2}+B_{y}^{2}}}}
{\displaystyle D=\arctan {\frac {B_{y}}{B_{x}}}}
Dies entspricht (neben der Angabe der senkrechten Komponenten Bz) der im Profibereich üblichen Angabe von Magnetfeldkomponenten. So zum Beispiel im Messnetz Intermagnet, bei dem sich in Deutschland die Observatorien Niemegk und Wingst des GeoForschungsZentrum Potsdam und das Erdmagnetische Observatorium Fürstenfeldbruck der Ludwig-Maximilians-Universität München beteiligen.
Ein Vergleich der Messungen von SAM mit denen des Intermagnet zeigt, dass SAM bei guter thermischer Abschirmung der Sensoren durchaus mit den Profistationen mithalten kann.